# KeyMe
KeyMe Locksmiths — технологическая компания, которая предоставляет роботизированные киоски для дублирования ключей, услуги слесаря и приложение для копирования ключей.

## История
Компания была основана Грегом Маршем в 2012 году, который разработал эту идею после того, как у него был тяжелый опыт замены замков в его доме. Марш является генеральным директором компании. Компания базируется в Нью-Йорке.
Количество киосков KeyMe в 2016 году составляло около двухсот. На тот момент они изготовили около миллиона ключей. К 2020 году у компании было более 4000 киосков расположенных в розничных сетях, таких как Kroger, Ikea и Rite-Aid.
В 2021 году жюри в Маршалле, штат Техас, единогласно пришло к выводу, что KeyMe не нарушает никаких патентных требований The Hillman Group, которая подала иск против KeyMe в Окружной суд Соединенных Штатов Восточного округа Техаса. Окружной судья США Джеймс Родни Гилстрап председательствовал на процессе.

## Деятельность компании
Мобильное приложение KeyMe в свое время предлагало пользователям сканировать свои ключи в цифровом виде, сканы которых затем сохранялись в облаке. Эти данные отправлялись в физические киоски, где можно было изготовить новые копии ключей. Киоски также могут сканировать ключи, вставленные непосредственно в сканирующее устройство.
Оборудование в киосках может быстро изготавливать латунные ключи, брелоки и ключи от машины как с транспондерами, так и без них. Киоски расположены в разных городах Соединенных Штатов, как правило, рядом с рынками или продуктовыми магазинами.
Изначально киоски разрешали доступ к ключам только через сканирование отпечатков пальцев. Ключи также можно получить по почте.
Некоторые комментаторы упомянули опасения, что приложение потенциально может позволить людям копировать ключи, отличные от их собственных, поскольку для его сканирования требуется всего несколько секунд физического доступа к ключу.

## Финансирование
KeyMe Locksmiths привлекла 300 000 долларов финансирования от Рэвина Ганди в 2012 году.
KeyMe привлекла 2,3 миллиона долларов начального финансирования в 2013 году от Battery Ventures, а затем ещё 7,8 миллиона долларов в рамках раунда финансирования серии A в 2014 году.
В 2016 году компания получила 20 миллионов долларов в рамках венчурного финансирования серии B под руководством Comcast Ventures с участием инвесторов 7-Eleven и Равина Ганди.
Затем компания привлекла 15 миллионов долларов в раунде серии C и 25 миллионов долларов в раунде серии D. Компания получила 50 миллионов долларов дополнительного финансирования в 2019 году и 35 миллионов долларов в 2020 году.